# Valdosta
Valdosta – miasto (city), ośrodek administracyjny hrabstwa Lowndes, w południowej części stanu Georgia, w Stanach Zjednoczonych. Według spisu w 2020 roku liczy 55,4 tys. mieszkańców. Większość mieszkańców to czarnoskórzy Amerykanie i Afroamerykanie (56,3%). 
Miejscowość założona została w 1860 roku, na trasie nowo zbudowanej linii kolejowej, przez mieszkańców położonego 6 km na zachód Troupville. Nazwa Valdosta pochodzi od plantacji, która należała do gubernatora Georgii, George'a Troupa, noszącej nazwę Val d’Osta, która z kolei pochodziła od włoskiej doliny Aosty (wł. Valle d’Aosta). Prawa miejskie Valdosta uzyskała w 1901 roku.
W mieście swoją siedzibę ma uczelnia Valdosta State University (zał. 1906).